# Laurierwilg
Laurierwilg (Salix pentandra) is een soort uit de wilgenfamilie (Salicaceae). Laurierwilg komt van nature voor in de Benelux.

## Determinatie
Laurierwilg heeft aanliggende knoppen die verspreid liggen op de takken. De knoppen lopen spits toe en hebben enkele knikjes. De bladeren worden 4–12 cm lang en hebben een gezaagde bladrand met een groene kleur. Laurierwilg kan een hoogte van 10–12 tot m bereiken.
Laurierwilg bloeit van mei tot en met juni, draagt zaden van juni tot juli en is daarmee de laatste bloeiende uit het geslacht wilg. De mannelijke bloeiwijze komt tot uiting in de vorm van gele katjes die 5–12 meeldraden bevatten. De katjes zijn afstaand geplaatst. De vrouwelijke bloeiwijze bestaat uit groene katjes. Laurierwilg is tweehuizig.

## Ecologie
Laurierwilg komt van nature voor in natte gebieden zoals langs slootkanten, duinvalleien, moerasbossen, trilveen en natte graslanden. De soort groeit snel.

## Verspreiding
Het verspreidingsgebied van laurierwilg strekt zich uit over Europa en Azië.  In Nederland komt laurierwilg voornamelijk voor in het noorden met name in de provincies Drenthe, Gelderland, Friesland en Groningen In Vlaanderen is laurierwilg een zeldzame plant en komt meestal voor in valleien of langs rivieren. In Wallonië is ze zeldzaam.